# Lac Wise
Pour les articles homonymes, voir Wise.
Le lac Wise (en anglais : Wise Lake) est un lac américain dans le comté de Richland, en Caroline du Sud. Il est situé à 28 mètres d'altitude au sein du parc national de Congaree.